# Museus de Arte Brasileira da Fundação Armando Álvares Penteado
Os Museus de Arte Brasileira da Fundação Armando Álvares Penteado (MAB) são museus de arte brasileira mantidos pela Fundação Armando Alvares Penteado (FAAP). Até o ano de 2017, havia três unidades distintas, uma na cidade de São Paulo e duas no interior no estado, em Ribeirão Preto e São José dos Campos. No caso da unidade da capital paulista, ela fica no bairro do Pacaembu, em São Paulo. A abertura do museu ao público deu-se no dia 10 de agosto de 1961 com a mostra cultural "Barroco no Brasil".
Atualmente, o museu conta com aproximadamente 2.500 a 3.500 obras de arte. Dentre estas, há obras acadêmicas e obras relacionadas a ruptura dos padrões de arte devido a Semana de Arte Moderna em 1922. O acervo dispõe de obras criadas por artistas modernistas, como Anita Malfatti, Cândido Portinari e Tarsila do Amaral, e artistas de períodos subsequentes, como Tomie Ohtake, Arcângelo Ianelli, Evandro Carlos Jardim,Franz e alguns artistas recentes, como  Albano Afonso, Claudio Mubarac e Sandra Cinto. 
Além da produção e organização de exposições de artistas nacionais, o museu reúne apresentações de arte internacional e assuntos que transportam uma experiência expressiva ao público com o objetivo de aprofundar o entendimento no âmbito cultural e artístico.

## História
Armando Álvares Penteado, ao redigir seu testamento, instruiu para que sua esposa, Annie Penteado, vendesse parte de sua propriedade para a construção de uma pinacoteca. Em 1947, inicia-se o projeto com a criação da Fundação Armando Álvares Penteado (FAAP).

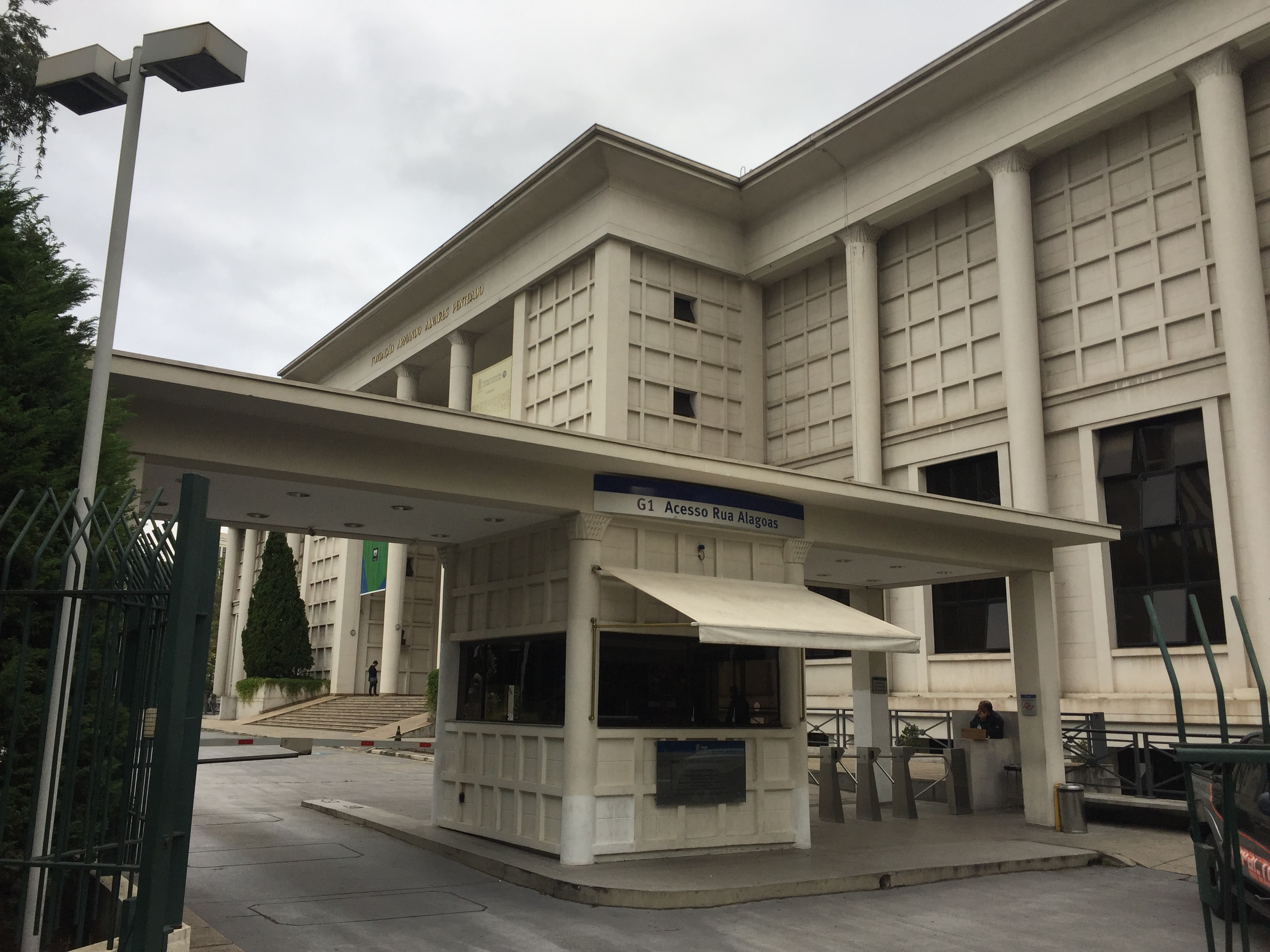
Vista de fora do museu

Em um contexto do pós-guerra, a FAAP ergue-se junto de outros museus da cidade de São Paulo, Museu de Arte de São Paulo (MASP) e Museu de Arte Moderna de São Paulo (MAM/SP), e do Rio De Janeiro, Museu de Arte Moderna do Rio de Janeiro (MAM/RJ). Essas cidades encontram-se em um processo de atualização cultural da classe alta, sobretudo São Paulo, onde há a existência de um mecenato que faz-se fundamental para a criação de muitas instituições voltadas para a cultura.
Julho de 1960, iniciam-se os trabalhos do museu, coordenado por Wolfgang Pfeiffer e dirigido por Lúcia Pinto de Souza. O museu conta com um conselho que fora inicialmente composto por nomes ilustres, dentre eles, Rodrigo Mello Franco de Andrade, Yan de Almeida Prado, Sérgio Buarque de Holanda e Sérgio Milliet. 

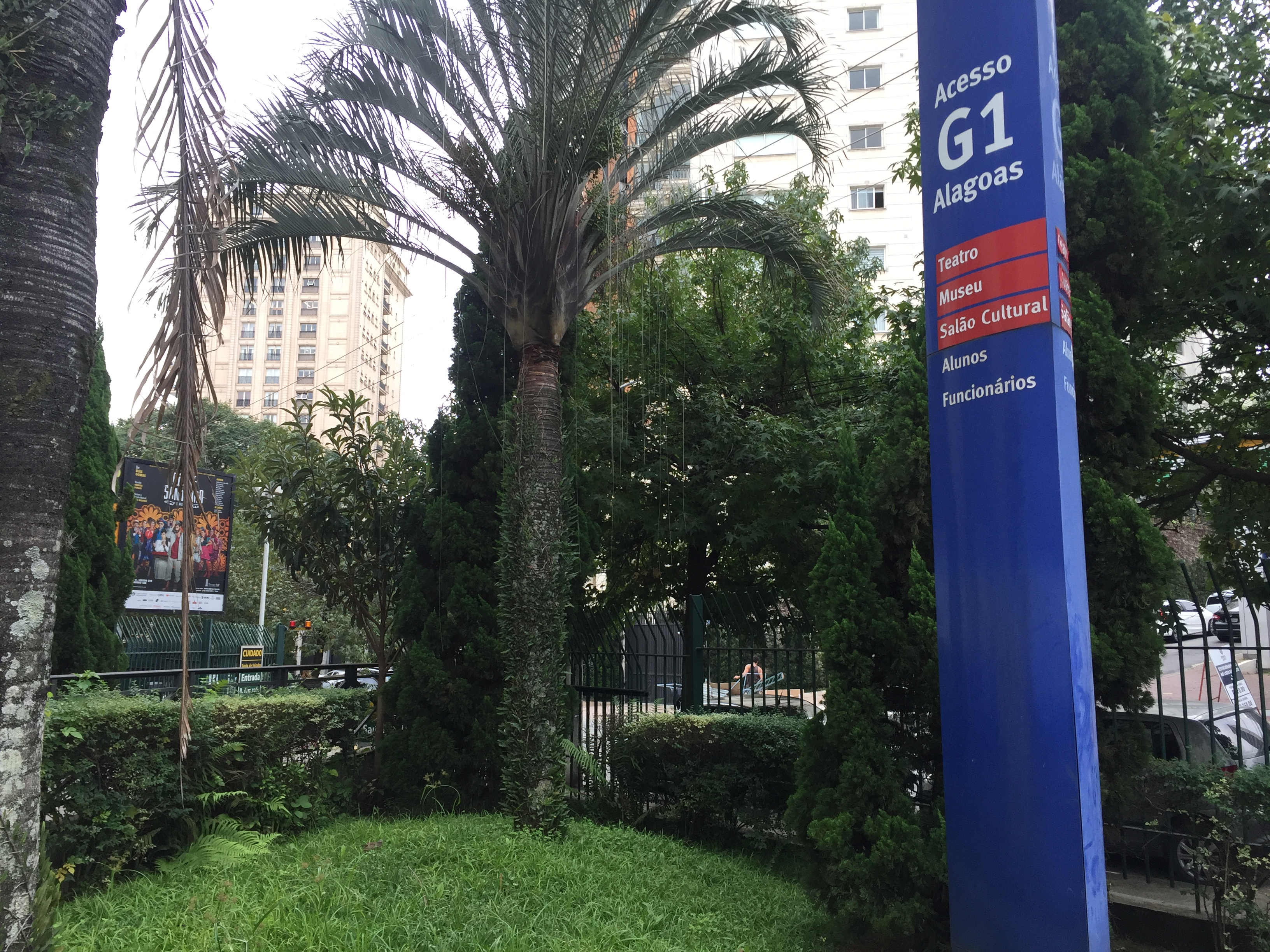
Placa de acesso G1

O museu abriu ao público dia 10 de agosto de 1961, com a exposição "O Barroco no Brasil", onde fez-se presente o atual presidente da época, Jânio Quadros. Esta, contou com mais de 300 obras de arte e  diversos cursos, como o de Sérgio Buarque e Antonio Candido acerca da literatura no barroco. Algumas peças da exposição foram incorporadas ao museu, onde atualmente encontram-se no saguão principal do MAB. Estas, correspondem moldes em gesso de esculturas do Aleijadinho e de partes da arquitetura de Minas Gerais e da Bahia.
Inicialmente, o acervo do museu conta com as doações de Annie Penteado, onde são acrescentadas obras adquiridas por meio de doações e compras. Logo em seus primeiros anos de existência, o museu destaca artistas modernistas do Brasil, como Oswaldo Goeldi, Bonadei, Flávio de Carvalho, Di Cavalcanti e Victor Brecheret. A partir de 1965, os novos artistas da época ganham espaço devido a criação do curso de artes plásticas na FAAP e, a partir desse ano, ocorre a Anual de Artes (exposição de artes dos alunos). Esta, passa a fazer parte da programação fixa, encontrando-se aberta para visitação até hoje. 

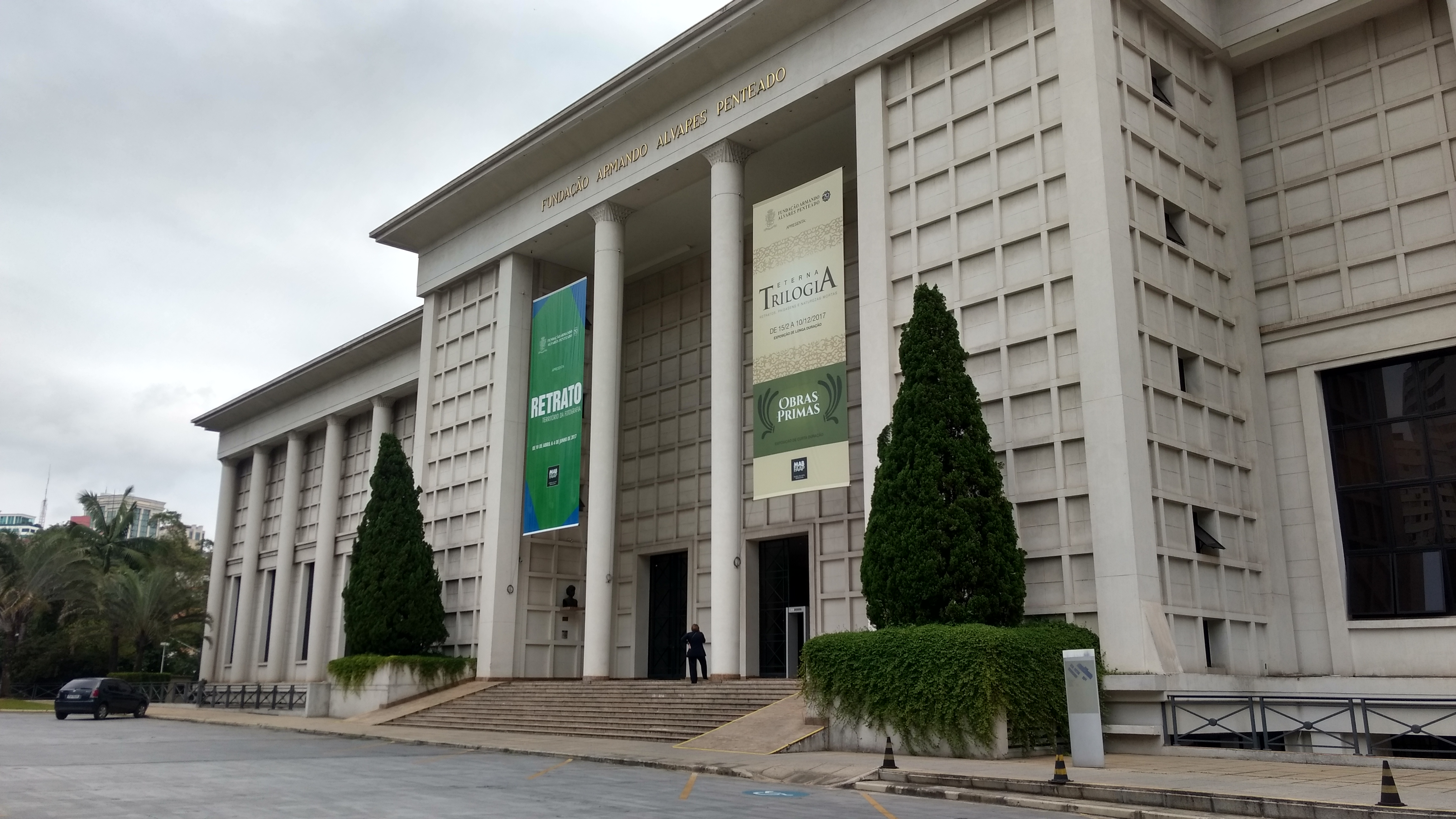
MAB

Ainda em 1965, surge a Proposta 65. Consiste em uma coletiva, onde reúne exposição e debates acerca do realismo no Brasil (movimento antiburguês), reunindo Carlos Vergara, Flávio Império, Mira Schendel, Geraldo de Barros, Wesley Duke Lee e Nelson Leirner. A Proposta exerceu tamanho impacto que resultou em outras duas , a Proposta 66 e a Proposta 67.
No ano de 1966, são inaugurados o Instituto Battioli de Restauro, coordenado por Luciana, Enrico e Elisabeta Battioli (todos artistas italianos), e o Museu do Traje Brasileiro, dirigido por Lourdes Milliet e Darcy Penteado. 

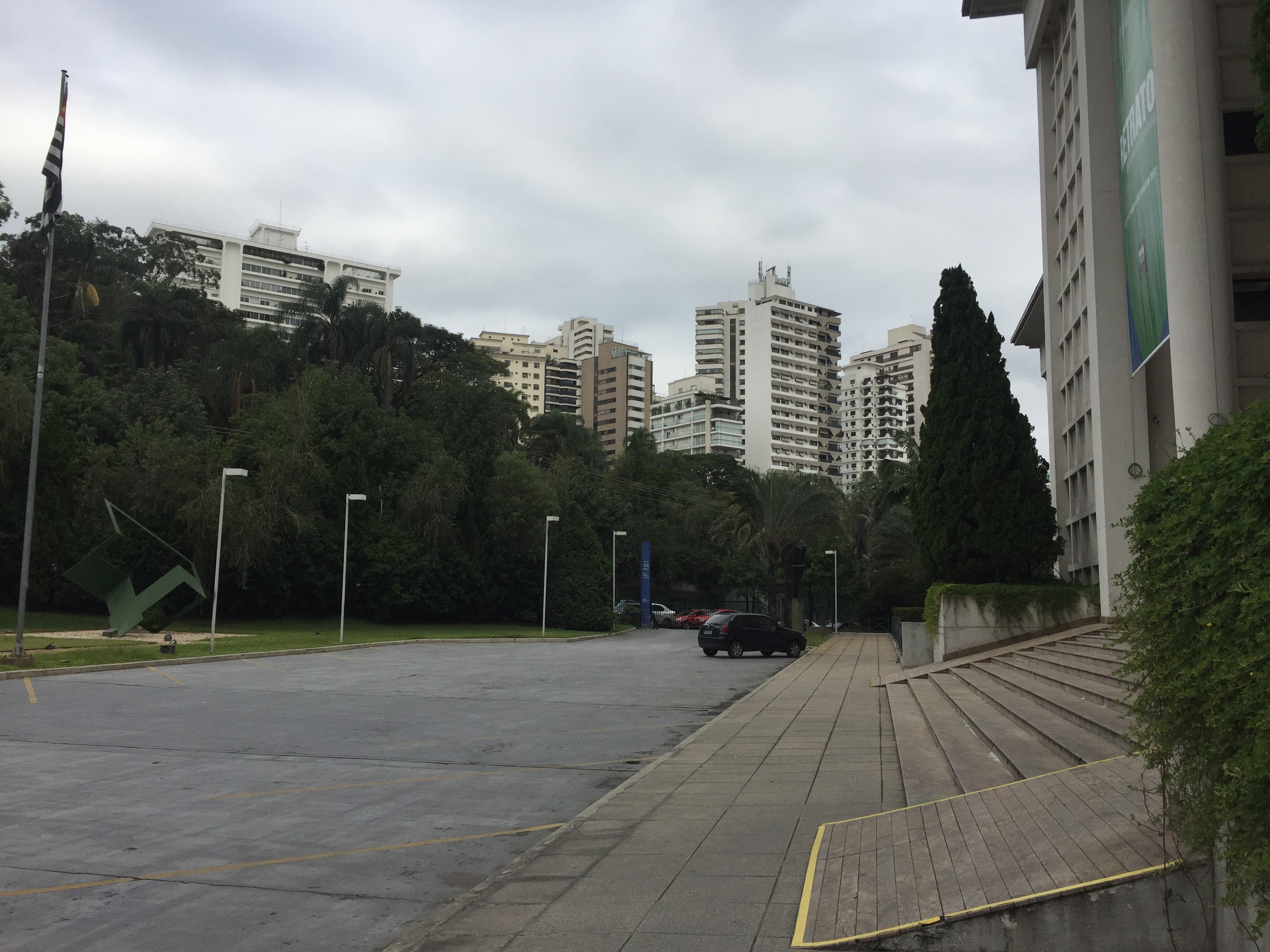
Entrada do MAB

Em 1977, cria-se um setor onde Daisy Peccinini o dirige. Este, é destinado para documentação e pesquisa de arte brasileira e como resultado, foram realizadas duas exposições por este setor: O Grupo Seibi e o Grupo Santa Helena (1977) e O Objeto na Arte: Brasil Anos 60 (em 1978).
Ao longo do tempo, o museu realiza amostras de artistas nacionais e internacionais e destaca coletivas de outros elementos de arte, como o vídeo, à fotografia, à moda e à arquitetura. Passa a receber coleções importantes, como A Arte no Egito no Tempo dos Faraós (2001), A Herança dos Czares (2005), Brasileiros que nem Eu, que nem Quem? (2005). 
Ao todo, o Museu de Arte Brasileira contém entre 2.500 e 3.500 obras de artistas brasileiros de caráter variado. A coleção consiste em obras de artistas acadêmicos, artistas modernistas, obras representativas de diversos artistas, obras líricas da década de 1950, artistas com destaque do período de 1960 e contemporâneos. 

## Unidades
Além da museu central na cidade de São Paulo, a FAAP mantém duas outras unidades no interior do estado, uma na cidade de Ribeirão Preto e outra em São José dos Campos.

### Em São Paulo
O Museu de Arte Brasileira da FAAP na cidade de São Paulo é a maior e a unidade central dos museus mantidos pela Fundação Armando Álvares Penteado, que mantém ainda duas outras unidades: uma na cidade de Ribeirão Preto e outra em São José dos Campos. O acervo do Museu de Arte Brasileira da Fundação Armando Álvares Penteado que contém entre 2.500 e 3.500 peças, com algumas expostas ao público como esculturas feitas de mármore e aço. Outro acervo aberto é o famoso vitral, que é um mosaico com 216 quadrados e 1 metro de lado, que uma parte foi encomendada com artistas renomados como  Portinari. Possui desde obras acadêmicas, como pinturas, desenhos, esculturas e fotografias, até exemplares que demarcam a ruptura gerada pelas Semana de Arte Moderna de 1922. Contém obras de artistas de grandes nomes como Tarsila do Amaral, Anita Malfatti, Tomie Ohtake, Evandro Carlos Jardim, Arcângelo Ianelli, Franz, Sandra Cinto, Albano Afonso, Cláudio Mubarac, Flavio de Carvalho, Victor Brecheret, Rugendas, Alfredo Volpi, Cícero Dias, Emiliano Cavalcanti.